# Diamond Rush
Diamond Rush é um jogo eletrônico de ação e quebra-cabeça desenvolvido e publicado pela Gameloft. Foi lançado em dezembro de 2006 para plataformas móveis Java ME, e em março de 2009 para BlackBerry OS. No jogo, o jogador controla um explorador de terras que embarca em uma busca de determinados cristais em três regiões distintas: Angkor Wat, Bavaria e Tibete. O título possui temática de arqueologia, e o jogador precisa coletar uma quantidade significativa de diamantes para desbloquear os mundos.
No desenvolvimento de Diamond Rush, a Gameloft teve inspirações no jogo Boulder Dash, lançado em 1984 para computadores Atari de 8-bits. Após o seu lançamento, Diamond Rush recebeu avaliações positivas da crítica, que elogiou a sua temática visual e elementos de quebra-cabeça, mas criticou sua dificuldade. O título, mais tarde, foi relançado nas coletâneas Gameloft Classics Arcade e Gameloft Classics: 20 Anos, lançadas em outubro de 2017 e em abril de 2020, respectivamente, para Android.

## Jogabilidade

Os cenários em Diamond Rush possuem uma série de armadilhas a fim de impedir que o jogador avance

Diamond Rush é um jogo eletrônico dos gêneros ação e quebra-cabeça com temática de arqueologia, onde o jogador controla um intrépido explorador em busca de cristais em três mundos: nas selvas de Angkor Wat, nas masmorras da Bavaria e nas cavernas geladas do Tibete. Existem, no total, quarenta fases espalhadas pelos mundos. Durante o jogo, o jogador pode encontrar baús que podem possuir diamantes, nos quais são roxos ou vermelhos. O objetivo principal é obter uma quantidade de diamantes vermelhos para ter acesso à porta que o levará ao próximo mundo, mas haverá perigos com os quais o jogador deve fugir, entre eles inimigos, como cobras e aranhas, e armadilhas de fogo e lanças gigantes. Um chefe é encontrado na última fase de cada mundo. O jogador também pode conseguir vidas extras em baús secretos, ou completando determinado estágio ao pegar todos os diamantes vermelhos e roxos, não ter reiniciado a fase e não ter recebido um ou mais danos. Cada diamante roxo obtido pode ser usado em uma loja para comprar upgrades que aumentam a barra de vida do jogador. Ao decorrer do jogo, itens especiais podem ser adquiridos, entre eles um martelo, uma bússola e um gancho. O jogo possui um sistema de checkpoints, que é ativado na medida que o jogador pisa em cima de um círculo indicado; um botão é dedicado para fazer com que o jogador retorne ao círculo, a qualquer momento ou lugar, mas isso custará uma vida.

## Desenvolvimento e lançamento
Diamond Rush foi desenvolvido e publicado pela empresa francesa Gameloft. Seu estilo de jogabilidade foi inspirado em Boulder Dash, um jogo de 1984 da First Star Software para computadores Atari de 8-bits. Os desenvolvedores Rosario Basilotta, Dobromir "Miro" Grigorov e Damian Marinov foram creditados como os principais produtores do jogo, enquanto que Antony Faby e Thomas Valmorin serviram com produtores executivos. Meses antes de seu lançamento, Levi Buchanan, da IGN, experimentou uma versão não-finalizada do título, notando claras semelhanças com Boulder Dash e algumas com Prince of Persia: The Sands of Time (2003) da Ubisoft; Buchanan também opinou que o protagonista possui similaridades com o personagem Link da série de jogos The Legend of Zelda. Diamond Rush foi anunciado em julho de 2006, estando na "metade de trás de seu desenvolvimento", segundo a IGN, e com um lançamento estimado ainda para aquele ano, em conjunto com outros cinco títulos não especificados pela Gameloft.
Diamond Rush foi lançado em 1 de dezembro de 2006 para dispositivos móveis que suportam a plataforma Java Platform, Micro Edition (Java ME), incluindo diferentes modelos de aparelhos Alcatel, LG, Motorola, Nokia, Panasonic, Sagem, Samsung e Sony Ericsson. Uma versão para o sistema operacional BlackBerry OS, foi disponibilizada em 12 de março de 2009. O jogo foi relançado em outubro de 2017 em uma compilação, intitulada Gameloft Classics Arcade, para dispositivos Android através do site oficial da Gameloft, junto com outros quatro títulos da empresa — Miami Nights 2, Brain Challenge 3, Block Breaker Deluxe 2 e Bubble Bash 2 — e custando um valor de 6,99 reais brasileiros. Em abril de 2020, Diamond Rush, junto com todos os outros títulos presentes em Gameloft Classics Arcade, foi relançado gratuitamente para Android em uma coletânea de 30 jogos que comemora os 20 anos da desenvolvedora, intitulada Gameloft Classics: 20 Anos.

## Recepção
De modo geral, Diamond Rush recebeu avaliações positivas pela crítica. Levi Buchanan, da IGN, disse que o jogo "pode ser uma jogada familiar para os fãs de títulos de quebra-cabeças — Boulder Dash já existe há algum tempo — mas a apresentação e os extras encontrados na versão da Gameloft o colocam acima do jogo que obviamente o inspirou".
Seus visuais foram bastante elogiados. Eva Wagner, do site alemão Airgamer, opinou que os mundos "se superam em sua diversidade" e que seus gráficos "impressionam com seu alto nível de detalhes". Buchanan observou que a Gameloft usou "sua magia artística para dar à fórmula [de espeleologia] sua melhor aparência até agora". Costas Stephanides, do site Mobile Game Faqs, nomeou-o como "um dos melhores jogos [para celular] do ano", dando um parecer positivo sobre seus gráficos e elementos de quebra-cabeça, e dizendo que, no final do jogo, "todas as semelhanças com Boulder Dash desaparecem e você fica com um título bastante único".
Sua dificuldade recebeu uma resposta mista. Escrevendo para a Pocket Gamer, Michael French disse que apesar de Diamond Rush possuir um desafio leve, ele "infelizmente irrita depois de um tempo", principalmente por conta de sua "natureza de tentativa e erro". Buchanan expressou que, apesar de divertido, o jogo é "frustrante", apontando uma boa dose de desafio, mas observando que "montar um quebra-cabeça perverso com apenas uma solução é quase cruel. Especialmente quando você está apenas tentando aproveitar uma pausa de três minutos da vida real". Stephanides disse que não conseguiu finalizar o jogo completamente antes de sua revisão, dizendo que a última fase o deixou "totalmente perplexo". O revisor Hugo Reyes, do site Wireless Gaming World, foi na contra-mão e comentou que o jogo "é muito fácil para aqueles que procuram um desafio sério", observando que o título "é destinado a um público mais jovem" e lamentou por não ser intrigante o suficiente para ele.